# Lista episcopilor reformați ai Transilvaniei

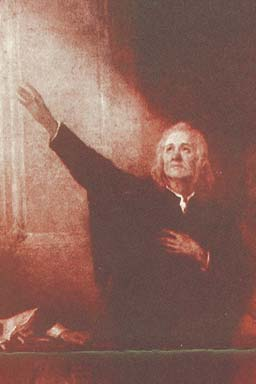
Francisc David

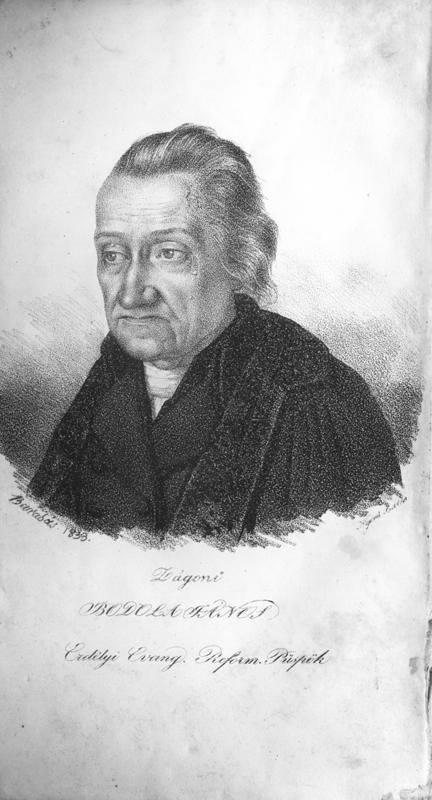
János Bodola

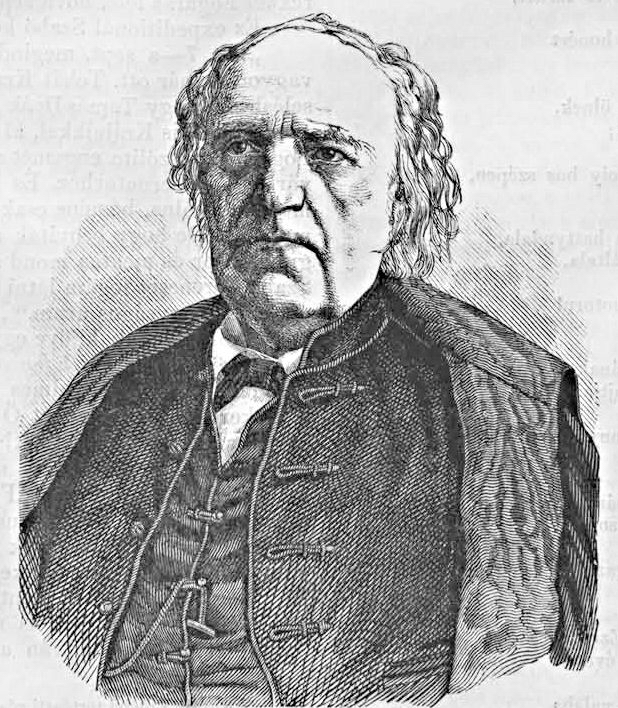
Sámuel Bodola

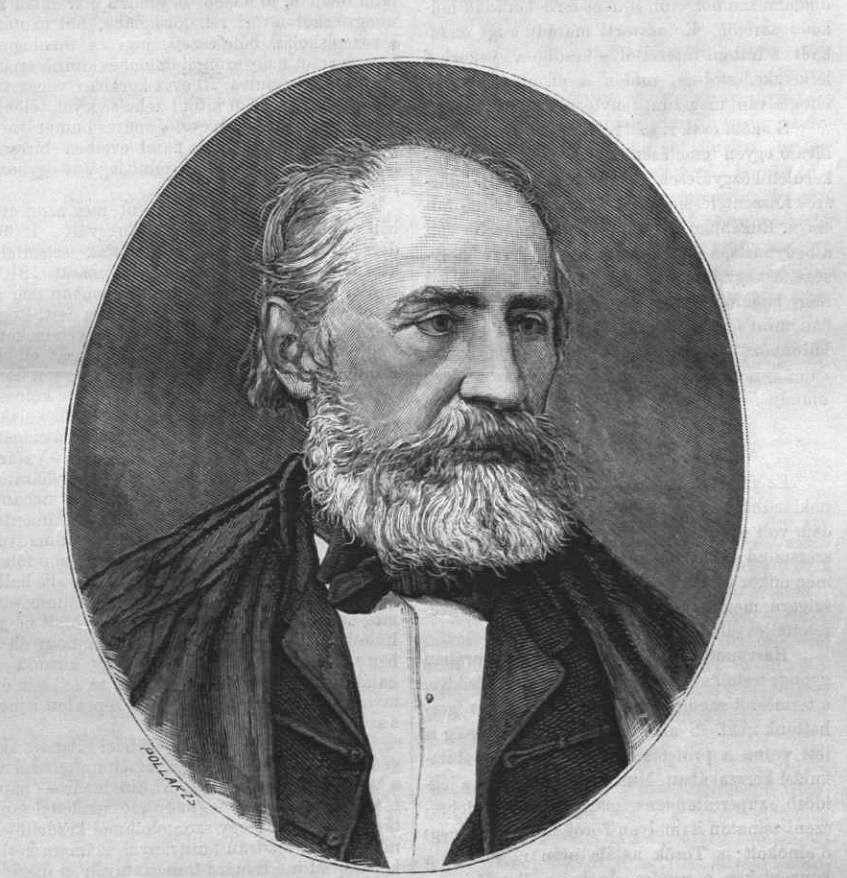
Péter Nagy

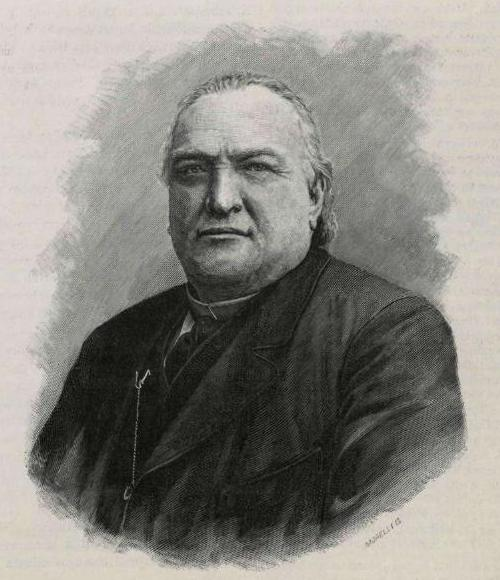
Domokos Szász

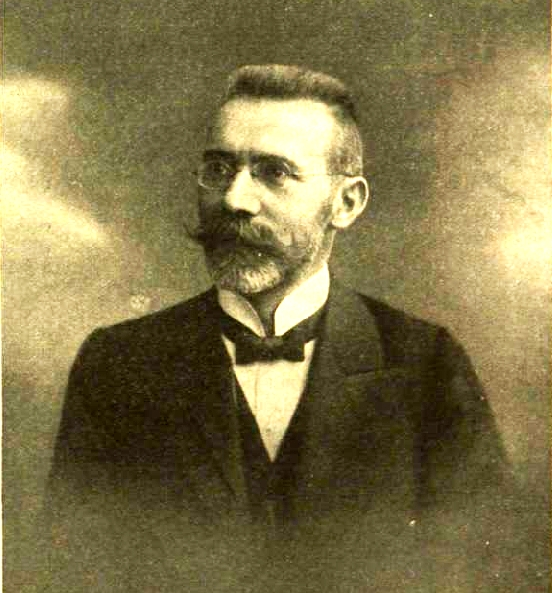
Béla Kenessey

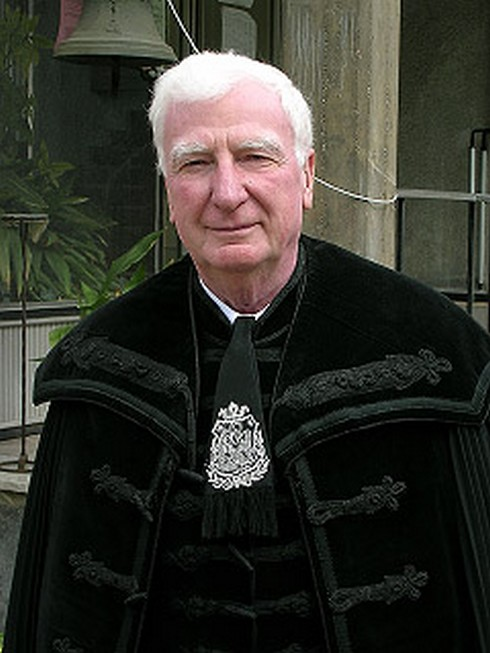
Kálmán Csiha

Lista episcopilor Eparhiei Reformate din Ardeal:
- Francisc Dávid (1564–1566)
- András Sándor (1577–1579)
- Máté Göcsi (1580–1585)
- Máté Toronyai (1586–1599)
- János Ungvári (1599–1601)
- Balázs Kecskeméti (1601–1603)
- Mihály Tasnádi Ruber (1605–1618)
- János Keserüi Dajka (1618–1633)
- István Geleji Katona (1633–1649)
- György Csulai (1650–1660)
- Gáspár Veresmarti (1660–1668)
- Péter Kovásznai (1668–1673)
- Gáspár Tiszabecsi Nagy (1673–1679)
- Mihály Tofaeus (1679–1684)
- István Horti (1684–1689)
- István Veszprémi (1690–1713)
- István Kolozsvári (1713–1717)
- Ferenc Soós (1717–1720)
- István Vásárhelyi Molnár (1720–1728)
- György Bonyhai Simon (1728–1737)
- István Szigeti Gyula (1737–1740)
- József Deáki Filep (1740–1748)
- János Pelsőci Lukács (1748–1749)
- János Borosnyai Lukács (1749–1760)
- Zsigmond Szathmári Pap (1760)
- György Verestói (1760–1765)
- György Zágoni Aranka (1765–1767)
- György Dési Lázár (1767–1773)
- Péter Csernátoni Vajda (1773–1782)
- Zsigmond Eperjesi (1782–1793)
- Máté Keresztes (1794–1795)
- János Abáts (János Abacs) (1796–1815)
- János Bodola (1815–1836)
- János Antal (1836–1854)
- Sámuel Bodola (1854–1866)
- Péter Nagy (1866–1884)
- Domokos Szász (1885–1899)
- György Bartók (1899–1907)
- Béla Kenessey (1907–1918)
- Károly Nagy (1918–1926)
- Sándor Makkai (1926–1936)
- János Vásárhelyi (1936–1960)
- Gyula Nagy (1962–1990)
- Kálmán Csiha (1990–2000)
- Géza Pap (2000–2012)
- Béla Kató (2012–)